# ماخارادزي كاخي
ماخارادزي كاخي (20 أكتوبر 1987 بتبليسي في جورجيا - ) هو لاعب كرة قدم جورجي في مركز الوسط. شارك مع منتخب جورجيا تحت 19 سنة لكرة القدم ومنتخب جورجيا لكرة القدم. أما مع النوادي، فقد لعب مع نادي باختاكور طشقند ونادي تشيخورا ساتشخيره ونادي دينامو باتومي ونادي دينامو تبليسي ونادي لوكوموتيف طشقند ولوكوموتيف تبيليسي ‏.

## وصلات خارجية
- ماخارادزي كاخي على موقع الاتحاد الأوربي (الإنجليزية)
- ماخارادزي كاخي على موقع قاعدة بيانات كرة القدم.إي يو (الإنجليزية)
- ماخارادزي كاخي على موقع ناشيونال فوتبول تيمز (الإنجليزية)
- ماخارادزي كاخي على موقع Soccerway.com (الإنجليزية)
- ماخارادزي كاخي على موقع عالم كرة القدم.نت (الإنجليزية)